# 長泰区
長泰区（ちょうたい-く）は中華人民共和国福建省漳州市に位置する市轄区。

## 歴史
876年（乾符3年）に唐により南安県内に武徳場が設置され、885年（光啓元年）に武勝場と改称された。955年（保大13年）に南唐により長泰県が設置された。2021年2月2日に市轄区の長泰区に改編され現在に至る。

## 行政区画
下部に4鎮、1郷を管轄する
- 鎮
  - 武安鎮、岩渓鎮、陳巷鎮、枋洋鎮
- 郷
  - 坂里郷

## 交通

### 道路
- 高速道路
  -  廈蓉高速道路
  -  甬莞高速道路（中国語版）
- 国道
  - G355国道（中国語版）